# Condado de Whiteside
El condado de Whiteside es un condado estadounidense, situado en el estado de Illinois. Según el censo de los Estados Unidos del 2000, la población es de 60 653 habitantes. La cabecera del condado es Morrison.

## Geografía
Según la Oficina del Censo de los Estados Unidos, el condado tiene un área total de 1805 km² (697 millas²). De éstas 1774 km² (685 mi²) son de tierra y 32 km² (12 mi²) son de agua. 

### Colindancias
- Condado de Carroll - norte
- Condado de Ogle - noreste
- Condado de Lee - este
- Condado de Bureau - sureste
- Condado de Henry - sur
- Condado de Rock Island - suroeste
- Condado de Scott (Iowa) - oeste

## Historia
El Condado de Whiteside se separó de los condados de Jo Daviess y Henry en 1836. Su nombre es en honor de Samuel Whiteside, oficial de Illinois en la guerra anglo-estadounidense de 1812 y en la Guerra de Halcón Negro.

## Demografía
Según el censo del año 2000, hay 60 653 personas, 23 684 cabezas de familia, y 16 768 familias que residen en el condado. La densidad de población es de 34 hab/km² (89 hab/mi²). La composición racial tiene:
- 83,99% Blancos (No Hispanos)
- 8,82% Hispanos (Todos los tipos)
- 1,02% Negros o Negros Americanos (No Hispanos)
- 4,07% Otras razas (No Hispanos)
- 0,42% Asiáticos (No Hispanos)
- 1,41% Mestizos (No Hispanos)
- 0,26% Nativos Americanos (No Hispanos)
- 0,01% Isleños (No Hispanos)

Hay 23 684 cabezas de familia, de los cuales el 31,50% tienen menores de 18 años viviendo con ellos, el 57,50% son parejas casadas viviendo juntas, el 950% son mujeres que forman una familia monoparental (sin cónyuge), y 29,20% no son familias. El tamaño promedio de una familia es de 2.99 miembros.
En el condado el 25% de la población tiene menos de 18 años, el 8,20% tiene de 18 a 24 años, el 27% tiene de 25 a 44, el 23,70% de 45 a 64, y el 16,10% son mayores de 65 años. La edad media es de 38 años. Por cada 100 mujeres hay 95,90 hombres. Por cada 100 mujeres mayores de 18 años hay 93,10 hombres.
Tabla de la evolución demográfica:
|       | 1900   | 1910   | 1920   | 1930   | 1940   | 1950   | 1960   | 1970   | 1980   | 1990   | 2000   |
| ----- | ------ | ------ | ------ | ------ | ------ | ------ | ------ | ------ | ------ | ------ | ------ |
| TOTAL | 34 710 | 34 507 | 36 174 | 39 019 | 43 338 | 49 336 | 59 887 | 62 877 | 65 970 | 60 186 | 60 653 |

## Economía
Los ingresos medios de un cabeza de familia el condado es de $40 354 y el ingreso medio familiar es $46 653. Los hombres tienen unos ingresos medios de $35 314 frente a $21 828 de las mujeres. El ingreso per cápita del condado es de $19 296. El 8,50% de la población y el 6,20% de las familias están debajo de la línea de pobreza. Del total de gente en esta situación,11,40% tienen menos de 18 y el 4,80% tienen 65 años o más.

## Ciudades y pueblos
| - Agnew - Albany - Coleta - Como - Deer Grove | - Denrock - Douglas Park - Emerson - Erie - Fenton | - Fulton - Galt - Hahnaman - Little Oklahoma - Lyndon | - Malvern - Morrison - Oliver - Penrose - Portland | - Prophetstown - Rock Falls - Sterling - Spring Hill - Spring Valley | - Sterling - Tampico - Union Grove - Unionville - Ustick | - White Pigeon - Woodland Hills |

## Sitios de interés
| - Parque Bennett - Parque Centennial - Parque Dillon - Parque Eberly - Parque Gartner - Museo Dillon | - Auditorio Norrish - Lago Erie - Lago Goose - Lago Swedes - Lago Wares |